# Dunellen
Dunellen ist eine Stadt im Middlesex County des Bundesstaats New Jersey in den USA. Das U.S. Census Bureau hat bei der Volkszählung 2020 eine Einwohnerzahl von 7.637 ermittelt.

## Geographie
Nach dem amerikanischen Vermessungsbüro hat die Stadt eine Gesamtfläche von 2,7 km², wobei keine Wasserflächen miteinberechnet sind.

## Demographie
Nach der Volkszählung von 2000 gibt es 6.823 Menschen, 2.451 Haushalte und 1.710 Familien in der Stadt. Die Bevölkerungsdichte beträgt 2.533,1 Einwohner pro km². 84,07 % der Bevölkerung sind Weiße, 3,66 % Afroamerikaner, 0,25 % amerikanische Ureinwohner, 3,56 % Asiaten, 0,01 % pazifische Insulaner, 6,38 % anderer Herkunft und 2,07 % Mischlinge. 14,80 % sind Latinos unterschiedlicher Abstammung.
Von den 2.451 Haushalten haben 33,9 % Kinder unter 18 Jahre. 54,4 % davon sind verheiratete, zusammenlebende Paare, 10,7 % sind alleinerziehende Mütter, 30,2 % sind keine Familien, 23,5 % bestehen aus Singlehaushalten und in 8,2 % Menschen sind älter als 65. Die Durchschnittshaushaltsgröße beträgt 2,75, die Durchschnittsfamiliengröße 3,30.
24,9 % der Bevölkerung sind unter 18 Jahre alt, 6,9 % zwischen 18 und 24, 36,0 % zwischen 25 und 44, 20,9 % zwischen 45 und 64, 11,3 % älter als 65. Das Durchschnittsalter beträgt 36 Jahre. Das Verhältnis Frauen zu Männer beträgt 100:101,0, für Menschen älter als 18 Jahre beträgt das Verhältnis 100:99,2.
Das jährliche Durchschnittseinkommen der Haushalte beträgt 59.205 USD, das Durchschnittseinkommen der Familien 67.188 USD. Männer haben ein Durchschnittseinkommen von 45.000 USD, Frauen 34.130 USD. Der Prokopfeinkommen der Stadt beträgt 26.529 USD. 3,3 % der Bevölkerung und 1,4 % der Familien leben unterhalb der Armutsgrenze, davon sind 2,0 % Kinder oder Jugendliche jünger als 18 Jahre und 4,2 % der Menschen sind älter als 65.

## Söhne und Töchter der Stadt
- Randolph Perkins (1871–1936), Politiker
- Matt Nagy (* 1978), American-Football-Trainer